# Eilandsraadverkiezingen Aruba 1963
Op 29 april 1963 vonden in Aruba verkiezingen plaats voor de eilandsraad van Aruba. Het waren de vierde eilandsraadverkiezingen sedert de invoering van de ERNA in 1951.

## Deelnemende partijen
Van de vier partijen die eerder in 1959 hadden deelgenomen deden drie mee: PPA, AVP en de UNA.
| Lijst | Partij | Lijsttrekker      |
| ----- | ------ | ----------------- |
| 1     | AVP    | Albert Eman       |
| 2     | PPA    | Wem Lampe         |
| 3     | UNA    | Apolonio Werleman |

## Stemmen en zetelverdeling
| Partij                                    | Partij                       | 1959      | 1959  | 1959   | 1963      | 1963  | 1963   | verschil | verschil |
| Partij                                    | Partij                       | # stemmen | %     | zetels | # stemmen | %     | zetels | %        | zetels   |
| ----------------------------------------- | ---------------------------- | --------- | ----- | ------ | --------- | ----- | ------ | -------- | -------- |
|                                           | Partido Patriotico Arubano   | 9.893     | 57,17 | 12     | 11.662    | 60,33 | 13     | -        | +1       |
|                                           | Arubaanse Volkspartij        | 4.899     | 28,31 | 6      | 5.668     | 29,32 | 6      | -        | 0        |
|                                           | Union Nacional Arubano       | 1.609     | 9,30  | 2      | 2.001     | 10,35 | 2      | -        | 0        |
|                                           | Partido Democratico Cristian | 905       | 5,23  | 1      | -         | -     | -      | -        | -1       |
|                                           | Uitgebrachte geldige stemmen | 17.306    | 100   | 21     | 19.331    | 100   | 21     |          | 0        |
|                                           | Aantal kiesgerechtigden      | 19.084    |       |        | 21.160    |       |        |          |          |
| Bron:Noticiero Oficial, Historia di Aruba |                              |           |       |        |           |       |        |          |          |

## Samenstelling eilandsraad
In de nieuwe eilandsraad trad voor het eerst een vrouw als raadslid toe: Maria Irausquin-Wajcberg. Het nieuwe bestuurscollege werd gevormd door PPA met de gekozen gedeputeerden Jossy Tromp, Isaac de Cuba, Gustavo Oduber en Alberto Falconi, die zich hierna terugtrok. Op 30 juli 1963 werd Falconi herkozen, de eerste gedeputeerde die kon rekenen op de steun van de voltallige eilandsraad. Na zijn ontslag als lid van de Staten van de Nederlandse Antillen trad Diederick Charles Mathew in maart 1964 aan als de vijfde gedeputeerde.
| nr. | Eilandsraadlid             | ! Partij | Opmerkingen         |
| --- | -------------------------- | -------- | ------------------- |
| 1   | dhr. Urbano Maduro         | PPA      |                     |
| 2   | dhr. J. Erasmus            | PPA      |                     |
| 3   | dhr. José Geerman          | PPA      |                     |
| 4   | dhr. Leo Chance            | PPA      |                     |
| 5   | dhr. F.V. Lacle            | PPA      |                     |
| 6   | dhr. W.C. Anslijn          | PPA      |                     |
| 7   | dhr. Alberto Falconi       | PPA      | tevens gedeputeerde |
| 8   | dhr. Leonardo Croes        | PPA      |                     |
| 9   | dhr. F.J. Tromp            | PPA      | tevens gedeputeerde |
| 10  | dhr. M. de Cuba            | PPA      |                     |
| 11  | dhr. E.F. Finck            | PPA      |                     |
| 12  | dhr. I. de Cuba            | PPA      | tevens gedeputeerde |
| 13  | mvr. M. Irausquin-Wajcberg | PPA      |                     |
| 14  | dhr. C.A. Eman             | AVP      | fractieleider       |
| 15  | dhr. D.G. Croes            | AVP      |                     |
| 16  | dhr. Max Croes             | AVP      |                     |
| 17  | dhr. L.V. Britten          | AVP      |                     |
| 18  | dhr. D. Flemming           | AVP      |                     |
| 19  | dhr. D. Tromp              | AVP      |                     |
| 20  | dhr. A. Werleman           | UNA      |                     |
| 21  | dhr. F.D. Figaroa          | UNA      |                     |